# Audi A6 allroad quattro
El Audi allroad quattro (desde 2000 Audi A6 allroad quattro) es la variante todocamino del Audi A6 Avant. Se diferencia del modelo original por su tracción integral permanente con suspensión neumática de serie, una mayor altura del suelo, así como guardabarros expuestos y protegidos delante y atrás. Con la suspensión autoregulable se puede desplazar la distancia al suelo en cuatro niveles (C5). En el nivel más alto la distancia al suelo es de 20,8 centímetros en el C5 y en el C6 alcanza 18,5 centímetros. Durante las velocidades más altas el nivel se reduce de nuevo automáticamente para reducir la resistencia aerodinámica.
La primera generación del Allroad quattro también se podía ordenar opcionalmente con un engranaje reductor (low range). En el año 2009 se une a esta denominación el Audi A4 Allroad quattro.

## Primera generación (C5)

### Diseño
El frontal del Audi Allroad de primera generación sigue las líneas de estilo de la marca en ese entonces. Con una parrilla contenida en sus dimensiones pero muy atractiva y rejillas tipo panal de abejas en el sector inferior las cuales integran los faros antiniebla, de serie en todas las versiones. Su clasificación sería según Audi, “Avant”, ya que deriva directamente del Audi A6 Avant. En el lateral abunda la zona vidriada, con parantes negros que van a tono con vidrios polarizados. La zona posterior tiene una especie de desnivel bajo la luneta, que, de paso, es de grandes dimensiones. El baúl integra a los cuatro anillos en dimensiones soberbias, el logo Allroad en la izquierda y la respectiva cilindrada y alimentación a la derecha. En la parte inferior se hallan dos escapes, uno a cada lado. En la motorización diésel son de un tamaño normal y apuntan hacia abajo, pero en las nafteras son de grandes dimensiones y pulidos. Los paragolpes y guardabarros son de plástico reforzado color gris mate, lo que le da una apariencia offroad. Los guardabarros son de un gran tamaño, sobresaliendo así de la carrocería. El techo es de un color gris mate lo que aísla al habitáculo del calor en verano y le da un plus de deportividad.

### Mecánica
Este modelo cuenta con tres motorizaciones, dos de gasolina y una diésel. Los gasolina van desde los 250Hp hasta los 320Hp mientras que el T.D.I. tiene 180Hp. El V6 2.7 biturbo de 250Hp mueve con muchísima soltura a este vehículo de más de 2000 kg de peso. Acelera de cero a cien en 7.7 segundos con la caja Tiptronic y en 7.5 con la caja manual. La máxima declarada de fábrica es de 237 km /H pero se ha comprobado que supera los 250 km /H. Es un motor muy descomprimido ya que tiene 2700 CC de cilindrada, es biturbo y eroga nada más que 250 Hp, algo escaso en estas condiciones. Cuenta con el clásico sistema Quattro de doble tracción de Audi. Sus objetivos son más la seguridad en la carretera que el offroad, ya que al contar con ESP, no puede trabajar libremente. Aunque desconectemos el ESP mediante un botón en el tablero, este sigue funcionando, en medidas menores, pero estorba a la hora de hacer alguna travesura fuera de su ámbito natural: La pista. El despeje varía entre 161 mm y 215 mm, ya que cuenta con un sistema de suspensión neumático que lo eleva o lo baja dependiendo de las condiciones de manejo.

### Confort
Este es un vehículo muy confortable a la hora de viajar, tiene todos los botones al alcance de las manos del conductor, un tablero de instrumentos muy completo con caracteres grandes y claros un sistema de numeración que llama la atención ya que arranca de diez en diez hasta los 80km /H y de veinte en veinte desde los 100km./H hasta los 280km /H. Como nos tienen acostumbrados los germanos los materiales son de primerísima calidad, es más, los apliques no son símil madera, son auténtica madera de roble. Cuenta con el siguiente equipamiento de serie: Climatizador automático de doble vía, Tapizado de cuero bitono, volante multifunción, regulación eléctrica de ambas butacas delanteras, cuatro alza cristales eléctricos con sistema one touch, toma corriente de 12 voltios para las butacas traseras, sistema de audio Audi Simphony con 6 altavoces y 2 tweeters, techo de vidrio eléctrico, 3 portavasos y diversos portaobjetos. En el sector de los opcionales encontramos: Sistema de audio Bose con 8 altavoces y 4 tweeters, Sensores de estacionamiento, Sistema de navegador con pantalla de 7 pulgadas en la consola central, menú interactivo, asientos delanteros calefactables, parasol en las ventanillas traseras, etc.…

### Seguridad
Todas las versiones cuentan con 8 airbags, ESP, ABS, EBD y ASR por el lado de la seguridad activa, mientras q por el lado de la seguridad pasiva encontramos los 5 cinturones inerciales pirotécnicos, carrocería de deformación progresiva, columna de dirección deformable, etc.…

### Transmisión/Caja
Cuenta con dos opciones de cajas, una manual de 6 velocidades y otra Tiptronic (secuencial) de 5. La caja tiptronic tiene la virtud de poder ser totalmente automática o de poder pasar los cambios mediante la palanca o las teclas tipo F1 integradas al volante. Las 5 marchas le quedan cortas por lo que a 140 km/h el motor gira a unas elevadas 4000 rpm.

### Suspensiones/Neumáticos
La suspensión es neumática por lo que le permite al conductor variar la dureza de las mismas. En el ámbito urbano es muy agradable, ya que las suspensiones, en estas circunstancias son suaves y no copian demasiado las irregularidades del terreno mientras que en ruta el vehículo va aferrado al piso, con una estabilidad magnífica y con inclinaciones prácticamente nulas en todo tipo de curvas. Equipa llantas de 17 Pulgadas con un diseño muy robusto logrado gracias a su diseño de cinco soberbios rayos y neumáticos mixtos especialmente diseñados por goodyear para este auto en medida 225/55/17. El punto débil es que se gastan muy rápidamente, apenas en 30.000 kilómetros.

## Segunda generación (C6)

### Diseño
Lo más notable a simple vista es su enorme parrilla que sigue la línea del resto de la gama pero ha sido cromada, dándole un aspecto imponente al frontal. En el lateral, se repite el uso de plásticos negros, que se extienden en los bajos desde la trompa (que es muy larga debido a la colocación longitudinal del motor), hasta la cola.
El interior es típicamente Audi, algo que se nota en las formas, los cromados y los colores de las luces. La posición de manejo se consigue fácilmente, ya que las regulaciones de la butaca y el volante, ambas eléctricas, son muy flexibles. Posee la opción de dos memorias, por si los usuarios habituales fueran más de uno.
En el centro de la consola se encuentra el tradicional sistema de computadora de a bordo MMI, el mismo que posee el del Audi Q7. Este, presenta la dificultad de ser complicado de operar y no es aconsejable hacerlo cuando se circula con el vehículo, ya que presenta la dificultad de tener que sacar la vista del camino hasta para cambiar la estación de radio. Con este sistema opera también el sistema de aire acondicionado, independiente en ambas plazas, el audio, con cargador de discos compactos (ubicado en la guantera), y hasta la suspensión neumática.

### Mecánica
El Allroad se ofrece con motores de gasolina de 3.2 y 4.2 litros de cilindrada, y motores diésel de 2.7 y 3.0 litros.
El 3.0 TDI tiene una potencia máxima de 233 CV y un par máximo de 450 Nm a 1400 rpm. El turbocompresor de geometría variable empieza a trabajar a las 2000 rpm y despliega una carga de 1600 bar. Acelera de 0 a 100 km/h en 8,75 s, y presenta la peculiaridad de perder bastante tiempo en el comienzo hasta que el turbo empieza a actuar.
Además, el 3.0 TDI que mueve a este allroad es un motor muy elástico que facilita mucho las maniobras de sobrepaso en la ruta. La velocidad máxima, que es de 238 km/h, se alcanza muy fácilmente, algo no muy común en este tipo de motores.
Para el motor 2.7 Tdi, con una potencia de 180cv y un par de 380Nm, el consumo medio es de 7.5 l/100km (9.9 l/100km en ciudad, mientras que en carretera arroja unos 6.2 l/100km).
Para los motores 3.0 Tdi (más eficientes y potentes que el 2.7), tenemos dos variantes:
- De 2006 a 2008, con una potencia de 233cv y un par de 450Nm, el consumo es de 9.4 l/100km en ciudad y 5.9 l/100km por carretera, arrojándonos un consumo medio de 7.2 l/100km.
- De 2008 a 2012, con una potencia de 239cv y un par de 500Nm, el consumo medio se mantiene intacto, de 7.2 l/100km, pero aumenta la potencia y el par que ofrece respecto al bloque anterior.

### Transmisión y dirección
La dirección es suave a bajas velocidades, y se va afirmando conforme uno acelera.
La caja Tiptronic de seis marchas tiene dos configuraciones, una normal y otra deportiva. La segunda modifica el momento en el que se cambian las marchas, dejando que el motor funcione a un a velocidad más alta.
Comparado con el Q7, su "hermano menor", que tiene un motor casi idéntico, tiene un andar mucho más positivo. La diferencia de peso de 400 kg a favor del Allroad mejora la aceleración y maniobrabilidad con respecto al Q7. Por otra parte, su menor superficie frontal y su mejor aerodinámica le favorecen en aceleración, velocidad final y consumos.
El sistema Quattro responde a la perfección cuando se transita por la arena, solo habrá que ajustar la presión de los neumáticos (de fábrica sugiere transitar con una presión de 35 PSI, pero al ingresar a terrenos arenosos (playas, dunas, etc.) es fundamental bajar la presión para que el vehículo pueda traccionar adecuadamente y no se entierre, no hay que olvidar que su peso ronda los 2.000kg. Luego una vez que haya que regresar a una superficie dura, o sea a las calles y/o autopistas, no hay que preocuparse ya que el Allroad cuenta con un compresor (el cual viene incluido de fábrica, en una cavidad que se encuentra junto la rueda de auxilio) el cual permite volver a inflar las cubiertas en forma rápida y efectiva, solo habrá que conectarlo a cualquiera de las conexiones de 12V. (porta encendedor), una en la consola delantera y otra en la parte trasera del vehículo.

### Suspensión y neumáticos
Las cubiertas miden 245/45 ZR 18", con un perfil muy bajo e incorporando el sistema run flat, que permite seguir circulando 80 km si uno de los neumáticos sufre un pinchazo.
La suspensión neumática denominada adaptive air, permite elegir cuatro configuraciones de altura, o bien dejar que el sistema la escoja automáticamente. Del despeje más alto al más bajo hay 60 mm de diferencia. Transitando a velocidades elevadas, la carrocería se acerca al piso y la suspensión se endurece par mejorar la estabilidad.
El andar es confortable, sobre todo si uno selecciona el modo "confort" en la suspensión activa. En este sentido, penaliza un poco por las características de sus cubiertas, de un perfil muy bajo.
En terrenos disparejos, la tracción integral modifica su funcionamiento, que puede destinar hasta el 75% de la potencia a un solo eje. También se puede desconectar el control de estabilidad y el sistema antibloqueo de frenos, al seleccionar el modo "off-road", para mejorar la tracción en superficies deslizantes.
Si se levanta la suspensión al modo "lift", en el que el despeje pasa a ser de 185 mm (que es el máximo posible), se puede circular a 35 km/h, antes de que baje unos 10 mm para ubicarse en "allroad".

### Información técnica
| Caja de cambios      | Manual de seis marchas o Automática Tiptronic de seis marchas                       |
| Suspensión delantera | Independiente, paralelogramo de cuatro brazos                                       |
| Suspensión trasera   | Independiente, paralelogramo deformable                                             |
| Frenos               | Discos ventilados (adelante), discos sólidos (atrás), sistema antibloqueo de frenos |
| Tanque               | 80 L                                                                                |
| Peso                 | 1880 kg                                                                             |
| Transmisión          | Tracción integral permanente                                                        |
| Neumáticos           | 245/45 x 18"                                                                        |
| Dirección            | Asistida, de piñón y cremallera                                                     |

## Tercera generación (C7)
La tercera generación del A6 allroad quattro se produce desde comienzos de 2012 y se mostró formalmente, al igual que la generación anterior, en el Salón del Automóvil de Ginebra del mismo año de su presentación. Está disponible con un motor a gasolina 3,0 litros, en septiembre de 2014 este modelo se sustituyó por uno nuevo, este vehículo ahora cumple los estándares de emisiones Euro-6. Aunque la producción terminó en abril de 2016. Los tres motores a diésel 3,0 litros originales fueron igualmente retrabajados. En su lugar hubo cuatro modelos de motor a diésel de 3,0 litros, que sustituyeron por completo a los modelos originales. Los nuevos modelos son notablemente más económicos y ahora cumplen los estándares de emisiones mencionados.

### Rediseño
En octubre de 2014 el allroad quattro fue rediseñado en paralelo con la serie A6.
Se reconocen los faros modificados, una parrilla diferente, otros parachoques y luces traseras más gruesas y modernizadas.
Tecnológicamente se optimizó prácticamente toda la paleta de motores, a través de una mayor potencia pero un consumo de combustible menor. El único motor a gasolina, el 3.0 TFSI entrega 245 kW (333 PS) y las diversas versiones del 3.0 TDI entregan en el rango de los 160 kW (218 PS) hasta los 235 kW (320 PS).

Direccionales dinámicas y vista trasera

## Cuarta generación (C8)
A comienzos de junio de 2019 Audi presentó el nuevo A6 allroad quattro basado en el A6 C8. Al inicio de su comercialización está disponible únicamente un motor a diésel V6 de tres litros en tres niveles de potencia. Además Audi presentó como modelo de introducción la versión especial 20 years allroad.
En septiembre de 2019 se presentaron más detalles de esta generación, como que en comparación con el modelo Avant, el Allroad quattro tiene un chasis elevado 45 milímetros más del suelo, con lo que el modelo Allroad consigue una elevación total de 139 milímetros, haciéndolo más capaz para cualquier tipo de camino. Al frente se encuentra la nueva parrilla hexagonal con el borde cromado que se diseñó específicamente para este modelo, acompañada por las ya clásicas ópticas con tecnología DRL que Audi incorpora en todos sus modelos. En la parte del techo sobresalen las rejillas para equipaje y en el lateral los rines de gran tamaño.
En el tema de los sistemas de seguridad, sobresale el sistema de control crucero y el control descenso en pendientes, la cual funciona entre 0 y 30 kilómetros por hora con función de frenado independiente en cada rueda para maximizar el agarre.
En la parte motriz, Audi equipó a este modelo con un motor V6 turbodiésel de 3.0 litros, mismo que nos entrega 3 niveles distintos de potencia, 231, 286 y 349 caballos de fuerza, con un sistema mild hybrid que le permite reducir el consumo y entregar hasta 15,1 kilómetros por litro (6,6 L/100 km). Toda la potencia de este sistema es transferida a las cuatro ruedas gracias al sistema quattro que la recibe mediante una transmisión Tiptronic de 8 velocidades con convertidor de par. Los motores V6 diésel ofrecen una potencia de arrastre de hasta 2.5 toneladas.
El 22 de abril de 2020, Audi Argentina lanzaba al mercado argentino a la cuarta generación de la A6 Allroad. Complementa la gama del A6 lanzado en 2019. Llega importada de Alemania. Se ofrece a un motor V6 3.0 de 340 cv y 500 Nm. Se asocia a un sistema Mild-Hybrid, caja S-Tronic y tracción integral Quattro. Viene de serie con suspensión neumática de altura variable (hasta un despeje máximo de 184 milímetros) y frenado autónomo de emergencia. De esta manera, la A6 Allroad se ofrece en una sola versión, con garantía de tres años o 100.000 kilómetros. Sigue a la venta en 2023.